# Masamitsu Kobayashi
Masamitsu Kobayashi (jap. 小林 成光 Kobayashi Masamitsu; ur. 13 kwietnia 1978) – japoński piłkarz występujący na pozycji pomocnika.

## Kariera klubowa
Od 1997 do 2008 roku występował w klubach FC Tokyo, Sagan Tosu i Tochigi SC.